# Сандро Салвадоре
Сандро Салвадоре (на италиански: Sandro Salvadore) е италиански футболист-национал, защитник. Салвадоре е юноша на Милан.

## Кариера
През професионалната си кариера е играл само в 2 италиански отбора. От 1958 г. до 1962 г. играе в родния Милан (72 мача 1 гол). От 1962 г. до 1974 г. играе във ФК Ювентус. В „Ювентус“ изиграва 331 мача с 15 гола. Общият сбор на срещите и головете му в Серия А е 403 мача с 16 гола. Дебютира в националния отбор на своята страна през 1960 г. До 1970 г. изиграва 36 мача. Носител на златен медал от Европейското първенство през 1968 г.